# Landkreis Emmendingen
Landkreis Emmendingen är ett distrikt i Baden-Württemberg, Tyskland.

## Infrastruktur
Genom distriktet passerar motorvägen A5 och järnvägslinjen Rheintalbahn.
1. 1 2  GeoNames, 2005, Geonames-ID: 2930522, läs online och läs online.[källa från Wikidata]